# Показать длинный нос

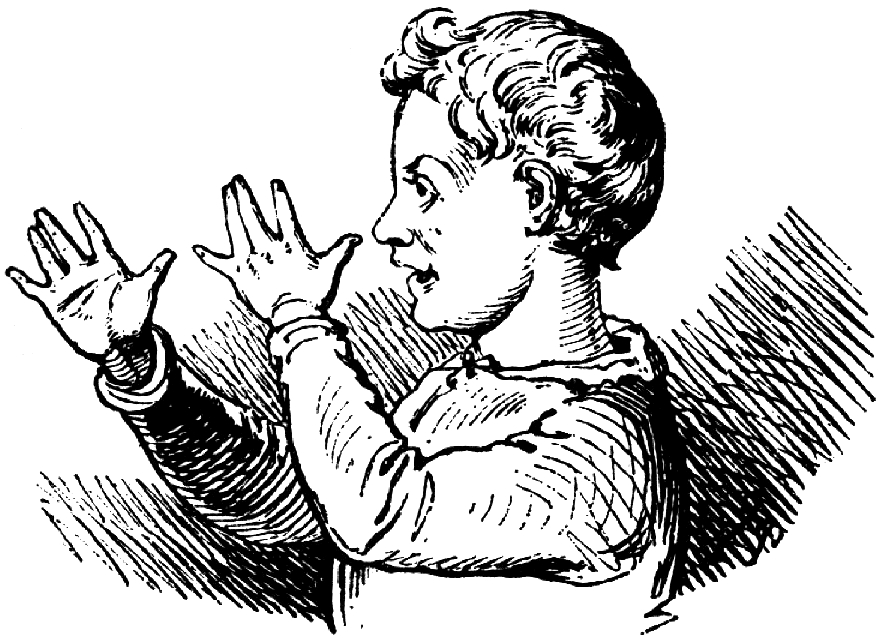
Жест «длинный нос»

Показать длинный нос, показать нос — распространённый во многих культурах жест, заключающийся в приставлении большого пальца руки к носу с растопыренной ладонью. Для усиления эффекта пальцы могут раскачиваться вправо-влево, к ладони может приставляться ладонь второй руки. При помощи такого знака исполнитель выражает адресату насмешку, оскорбление, дразнит его.   
У различных народов этот невербальный символ имеет различные названия, зачастую для его обозначения используется несколько. Существует множество версий происхождения жеста, а также его объяснения. В настоящее время, несмотря на то, что демонстрация длинного носа является одним из наиболее узнаваемых невербальных знаков, он мало распространён среди взрослых.   

## Версии о происхождении
Нос связан с большим количеством мультикультурных символических знаков. Английский зоолог Десмонд Моррис отмечал, что насчитывается более 40 таких прикосновений. Точное происхождение жеста «длинный нос» не установлено, существует множество версий. Моррис в книге «Голый мужчина» писал, что его история насчитывает не менее 5 000 лет. Относительно использования в качестве шутливого оскорбления, он считал, «что этот жест известен по всей Европе, и его используют уже лет пятьсот, если не больше». По одним предположениям, может восходить к карикатурному изображению человека с большим носом. Такая особенность лица воспринималась неодобрительно и, следовательно, намёк на такой нос, да ещё с его гротескным удлинением при помощи рук выражало оценку: «Вот такой вот ты уродливый». Близким к этому является предположение, что пальцы у носа — это один из фаллических символов. Некоторые авторы сравнивают жест с поднятым гребнем петуха, подражанием этой задиристой птице, особенно, если человек наклоняется вперёд. 
По оценке Морриса, наиболее распространённое объяснение связано с пародией на воинское приветствие. В такой ситуации, традиционного поднятия кисти руки до уровня лба не происходит, а пальцы прикасаются к носу. Возможно, это толкование позволяет прояснить английское выражение «пятипальцевое приветствие», «пятипальцевый салют». Ещё по одной версии, «длинный нос» возник на основе насмешки над оппонентом в виде демонстративного высмаркивания в его сторону через одну ноздрю. В литературе подтверждение такой интерпретации находят во второй книге (1533) романа Франсуа Рабле «Гаргантюа и Пантагрюэль». При описании беззвучного диспута между Панургом и английским схоластом Таумастом происходит следующее: «Вдруг Панург поднял правую руку, засунул большой её палец в правую же ноздрю, а остальные четыре пальца сжал и вытянул на уровне кончика носа, левый глаз совершенно закрыл, а правый прищурил, низко опустив и бровь и веко; затем высоко поднял левую руку, плотно сжал и вытянул четыре пальца, а большой палец поднял, после чего левая его рука приняла такое же точно положение, как и правая, отделяло же их одну от другой расстояние в полтора локтя. Потом он опустил обе руки, а затем поднял до уровня плеч и как бы нацелился в нос англичанину. <…> Тогда англичанин сделал вот какой знак: он высоко поднял раскрытую левую руку, сжал в кулак четыре пальца, а большой палец вытянул и приставил к кончику носа. Потом быстрым движением поднял раскрытую правую руку и, не сжимая, опустил, приставил большой палец к мизинцу левой, а другими четырьмя пальцами левой руки начал медленно двигать, потом наоборот: правой сделал то, что раньше проделывал левой, а левой — то, что раньше проделывал правой». 

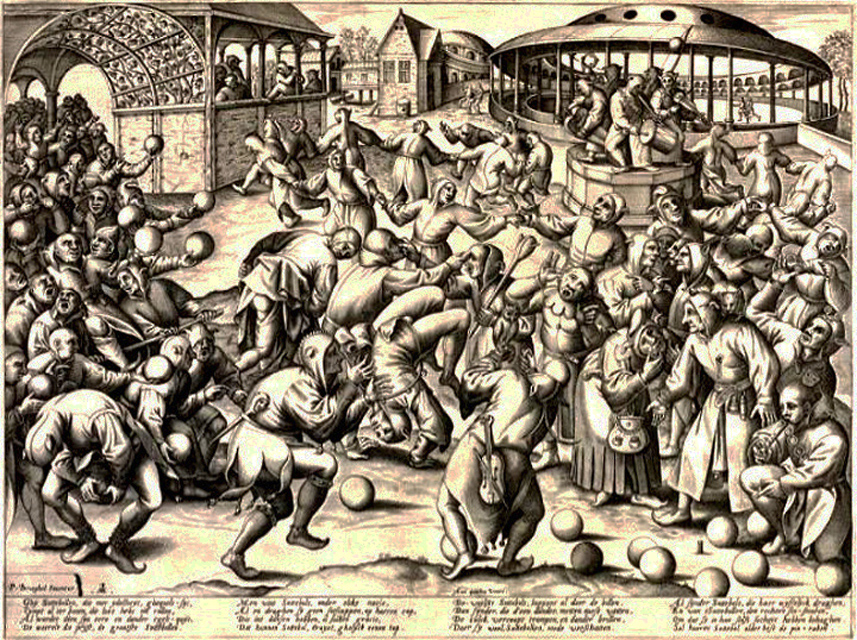
Питер Брейгель Старший. «Праздник дураков», ок. 1559

Известно, что в позднее Средневековье длинные носы считались атрибутом дураков, шутов (ср. с носами современных клоунов). Изображение человека, показывающего руками длинный нос, представлено в левой нижней части гравюры Питера Брейгеля Старшего «Праздник дураков» (ок. 1559), где во множестве представлены различные приёмы, позы шутов (показывание языка, кукиша, носа, зада и т. д.). Моррис пришёл к выводу, что в целом вряд ли возможно установить как возник оскорбительный жест и что он точно обозначает: «Но для ребёнка, который приставляет раскрытую ладонь к своему носу и издаёт подходящий к случаю неприличный звук, исторические отсылки не имеют значения: в конечном счёте это просто шутливый жест, который позволяет безнаказанно подерзить, — не более того».

## В различных культурах
У итальянцев жест (итал. il naso lungo — «длинный нос») также известен как «пальма на носу», во Франции (фр. le nez long) может обозначаться как «pied de nez» («нос дурака» — от разговорного слова «нога» («pied») — «дурак»). В Британии за жестом (англ. the nose thumb, to thumb the nose) зафиксировано более 15 названий, среди которых можно назвать: «пятипальцевое приветствие», «показать длинный нос», «шанхайский жест», «веер королевы Анны» (в источниках не сохранилось сведений о пристрастии королевы Анны к жесту; предполагается, что выражение отсылает ко временам популярности вееров), «японский веер», «испанский веер», «помол кофе» (ср. «приложив большой палец к носу и шевеля мизинцем, мы делаем движения, напоминающие работу кофемолки»). Образное название жеста, связанное с помолом кофе, обрело хрестоматийное воплощение в романе Чарльза Диккенса «Посмертные записки Пиквикского клуба» (1837). «Тут мистер Джексон снова улыбнулся присутствующим и, приставив большой палец левой руки к кончику носа, правой рукой привёл в движение воображаемую кофейную мельницу (англ. coffee-mill), показав таким образом изящную пантомиму (в те времена очень популярную, но теперь, к сожалению, устаревшую), смысл коей был таков: „Меня не надуешь“». «Шанхайский жест» связывают со стрельбой из рогатки, которая была известна в Австралии как «шанхай». Это обозначение было ранее настолько устойчивым, что от него произошло заглавие бродвейской пьесы («The Shanghai Gesture») Джона Колтона, на основе которой был поставлен фильм Джозефа фон Штернберга «Жестокий Шанхай» (1941).

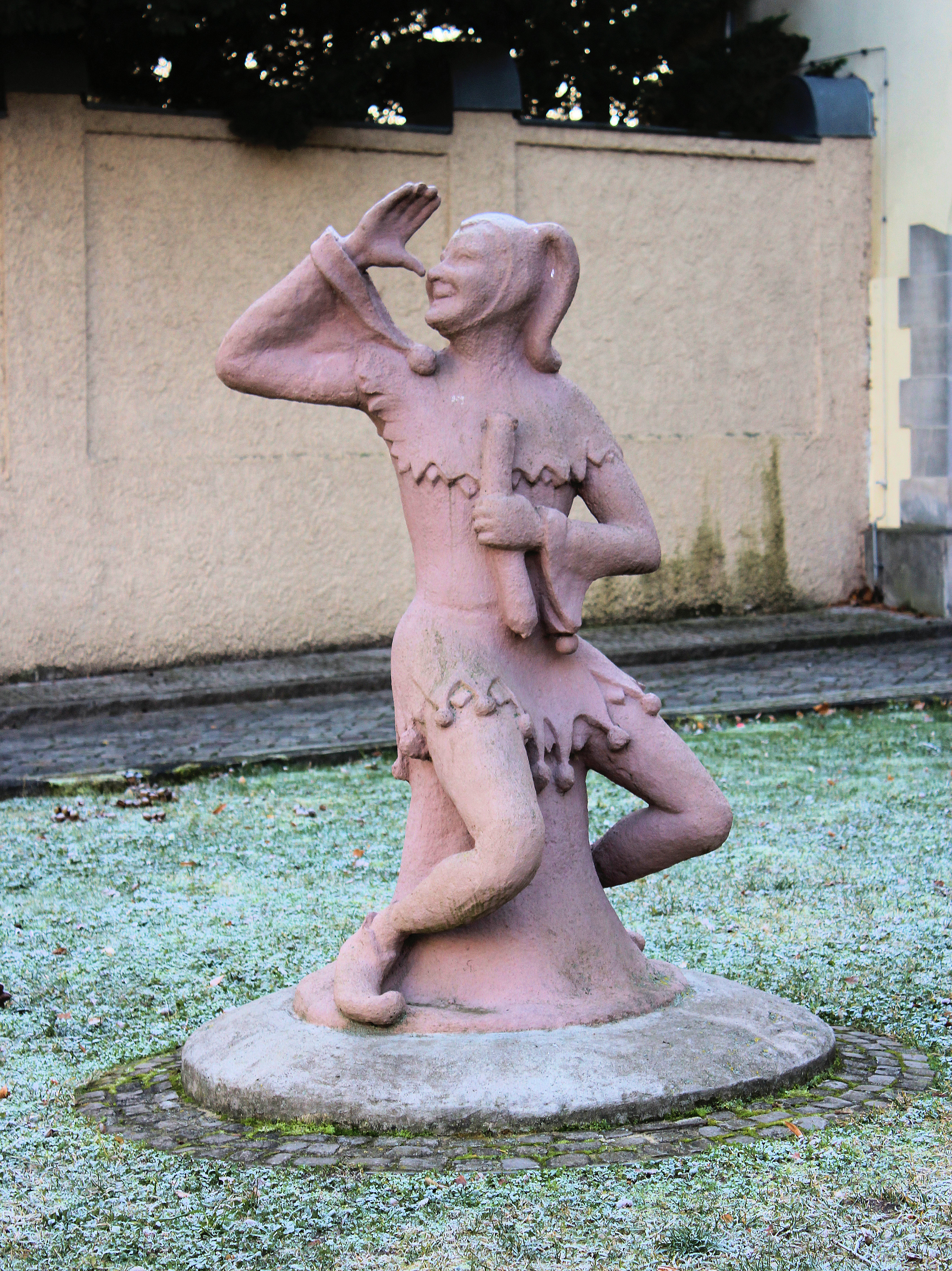
Статуя Тиля Уленшпигеля. Бернбург, Германия

Исследователи относят данный жест к коммуникативным (диалогическим), так как в таких случаях адресату намеренно передаётся определённая невербальная информация. В этой группе выделяют первичные (стимульные) действия: угроза кулаком, подмигивание, протягивание руки, показ языка, носа и др. С лексикографической точки зрения показ носа объединяют с жестами-дразнилками (надувание щёк, показ языка). Обычно этот знак указывает на шутливый, несерьёзный характер ситуации. У некоторых народов показ носа является частью приветствия (например, в южной Индии). Согласно опросам, в английской культуре жест является одним из наиболее узнаваемых, но при этом одним из наименее используемых у взрослых, закрепившись, как и в других традициях, в сфере использования детьми. У взрослых он встречается в тех случаях, если он адресован детям. После Второй мировой войны «нос» уступил по популярности место знаку победы — пальцам руки расставленным в виде латинской буквы «V». Однако в сфере литературы, средствах массовой информации жест может использоваться и взрослыми. Так, перед подготовкой Войны в Персидском заливе (1990—1991) президент США Джордж Буш образно заявил, что президент Ирака Саддам Хуссейн пытается «сделать нос всему миру», а в английском правительстве отметили, что в иракском руководстве «показывают нос ООН».